# قائمة مزارع الرياح في المغرب

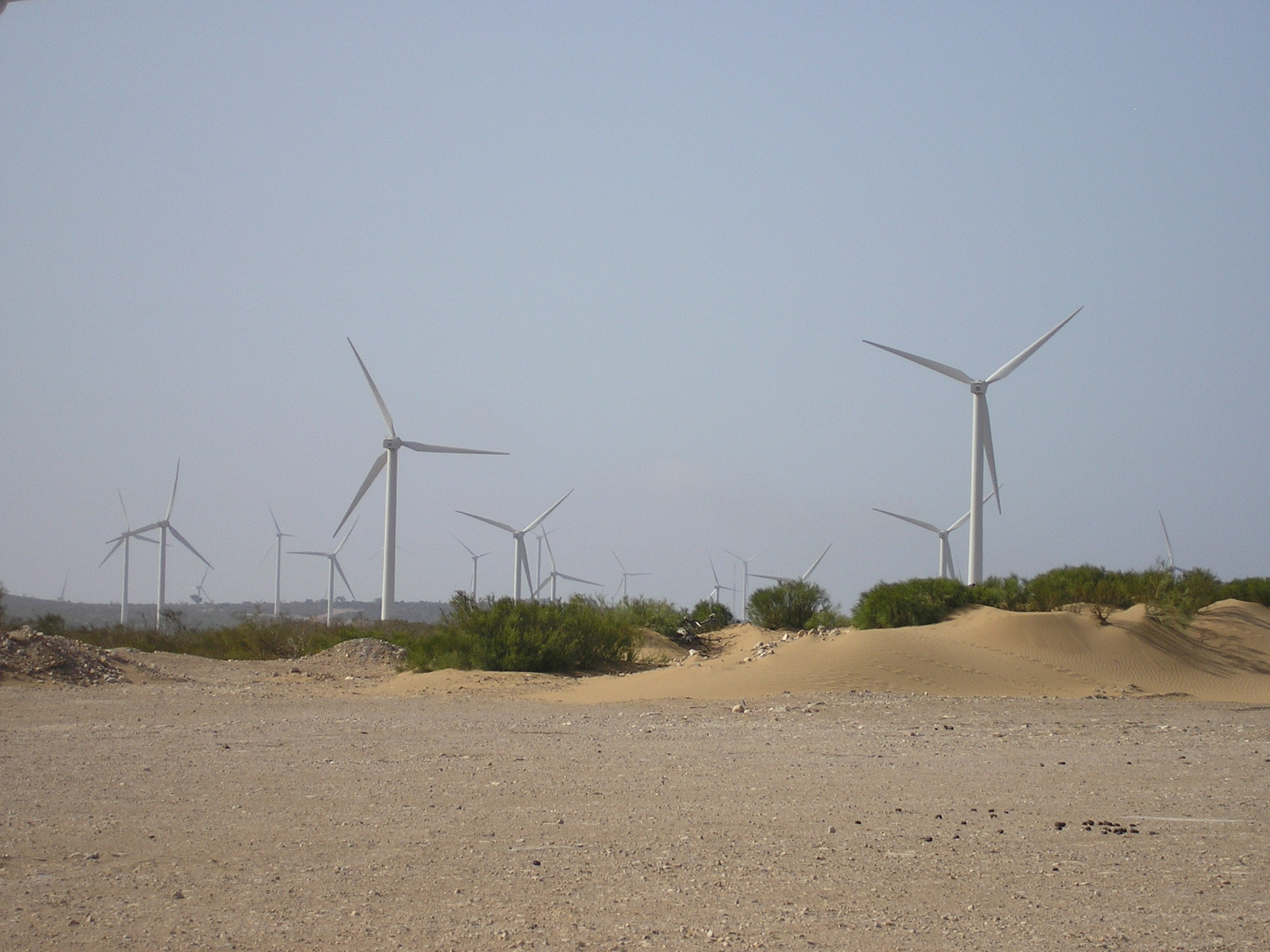
مزرعة أمقدول للرياح بِالصويرة.

اعتبارًا من 2013، كانت هُناك طاقات بنسبة 947 ميغاواط مُتوفرة وأُخرى بنسبة 500 ميغاواط قيدَ الإنشاء.

## المزارع المكتملة
- مزرعة رياح ميدلت (210 ميغاواط - 2021)[3]
- مزرعة رياح بوجدور افتيسات (201.6 ميجاوات - 2018)[4]
- مزرعة رياح خلادي (طنجة) (120 ميغاواط - 2018)[5]
- مزرعة الرياح أخفنير (200 ميغاواط - 2017)[6] (مملوكة لِناريفا).
- مزرعة الرياح طرفاية (301 ميغاواط - 131 توربينات - 2014)[7][8] (مملوكة لِناريفا)
- القصر الصغير - مزرعة رياح حومة (50.6 ميجاوات -2014)[9]
- العيون - مزرعة فم الواد (50.16 ميجاواط - 2013)[10] (مملوكة لِناريفا)
- العيون - مزرعة المغرب (5 ميجاوات - 2011)[11]
- طنجة - مزرعة طنجة (140 ميغاواط - 165 توربين - 2009)
- طنجة - مزرعة ظهر السادان (75 ميجاواط - 126 توربين - 2009)
- الصويرة - مزرعة بيو ينا (20 ميجاوات - 2009)[12]
- طنجة - مزرعة سندوك (65 ميغاواط - 2008)[13]
- الصويرة - مزرعة أمقدول (65 ميجاوات - 2007)
- تطوان - مزرعة الرياح لافارج (32 ميجاواط - 2005)[14]
- طنجة - تطوان (كودية البيضاء) - مزرعة عبد الخالق توريس (50 ميغاواط - 84 توربينات - 2000)

## المزارع قيد الإنشاء
- مزرعة العيون (240 ميغاواط - -)[15]
- مزرعة فوم الواد (200 ميجاوات - 2011)[16] (مَملوكة لِناريفا)
- تازة - الطواهر (150 ميغاواط - 2015)[17][18]
- طنجة - دار الشاوي (135 ميغاواط - 45 توربينات - 2012)[19]
- طنجة - الطاقة الحيوية ينا (50 ميجاوات - أواخر 2010)[20]